# Operación Léa
La Operación Léa fue una operación militar entre el 7 de octubre y el 8 de noviembre de 1947 llevada a cabo por la Unión Francesa en la región de Việt Bắcal al noreste de Vietnam, durante la guerra de Indochina. También es conocida como la Campaña Việt Bắc (Chiến Dịch Việt Bắc) por el Viet Minh. Fue un intento del general francés Jean-Étienne Valluy de derrotar rápidamente al Viet Minh. La estrategia básica francesa consistía en enviar una fuerza aerotransportada que debía capturar al alto mando del Việt Minh, mientras tres columnas francesas atacarían la retaguardia del Việt Minh.
El asalto en paracaídas sorprendió al Việt Minh, y estuvo a punto de capturar a Ho Chi Minh y al general  Võ Nguyên Giáp, pero rápidamente se recuperaron de la sorpresa inicial y comenzaron a tender una emboscada a las tres columnas francesas. La operación pronto se suspendió y las fuerzas francesas se retiraron a las tierras bajas. Hasta cierto punto fue un éxito táctico, puesto que infligió graves bajas al Việt Minh, pero no fue estratégicamente concluyente, porque no logró capturar a los principales líderes del Việt Minh o paralizar seriamente sus fuerzas militares.

## Contexto
Después del estallido de las hostilidades el 19 de diciembre de 1946, las fuerzas de la Unión Francesa habían logrado un progreso significativo al capturar las ciudades de Haiphong, Hanoi, Lạng Sơn, Cao Bằng y la mayor parte de las regiones occidental y meridional de Tonkín, que era el principal bastión del Việt. Minh. Las razones del rápido avance francés fueron la muy superior potencia de fuego, el apoyo naval y aéreo de las fuerzas francesas. La fuerza principal del Việt Minh estaba casi rodeada por los franceses en la parte oriental de Tonkin. Solo quedaba una estrecha brecha entre las ciudades de Cao Bằng en el norte y Yên Bái en el sur. 
Durante abril de 1947 Ho Chi Minh hizo un último intento por lograr un alto el fuego y continuar las negociaciones de independencia con el gobierno francés a partir de 1946. Los franceses solo querían una rendición sin condiciones, porque la posición de las fuerzas vietnamitas parecía desesperada. El 26 de abril, Ho rechazó a los franceses, ofreciendo: «En la Unión Francesa no hay lugar para cobardes. Yo sería uno, si aceptara». Durante la primavera y el verano, los franceses atacaron las bases de las fuerzas del Việt Minh en Tonkin pero no pudieron llevarlas a la batalla; el Việt Minh simplemente se retiraba a la selva y regresaba cuando los franceses se habían marchado. 
El mando supremo francés en Indochina bajo el mando del general Jean-Étienne Valluy se dio cuenta de que la táctica de asaltos menores para localizar el cuartel general del Việt Minh no conduciría al final de la guerra. De su departamento de inteligencia, recibieron información de que la ubicación de la sede del Việt Minh estaba en la ciudad de Bắc Kạn. Los franceses planearon capturar a Ho Chi Minh y a sus principales ayudantes y destruir la principal fuerza militar del Việt Minh para obtener una victoria decisiva sobre el movimiento de independencia vietnamita.

## Operación Léa

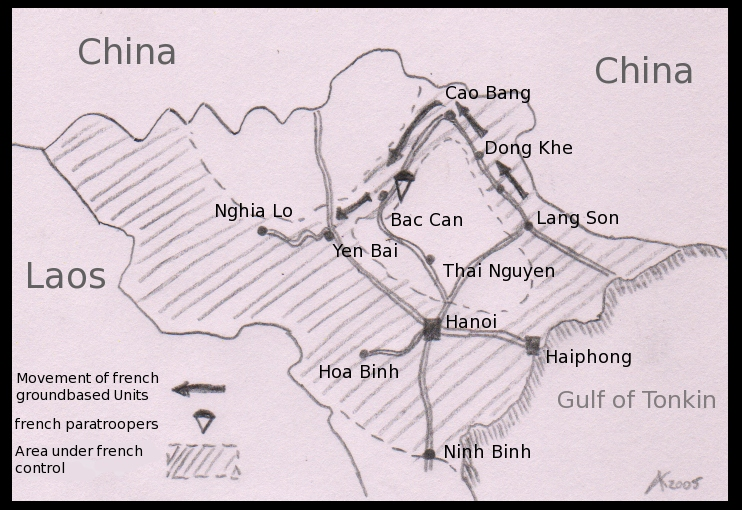
Mapa de la operación Léa en el otoño de 1947

La operación comenzó el 7 de octubre con el desembarco de 1100 paracaidistas en la ciudad de Bắc Kạn. Los paracaidistas tomaron rápidamente el control de la ciudad, pero no lograron capturar a Ho Chi Minh ni a los demás líderes vietnamitas. Al perder la oportunidad de neutralizar al liderazgo de Việt Minh, los paracaidistas franceses se encontraron luchando por sobrevivir cuando el Việt Minh contraatacó y los rodeó.
Diez batallones franceses (unos 15 000 hombres) habían comenzado a avanzar al mismo tiempo desde la ciudad de Lạng Sơn hacia Cao Bằng en el norte y luego a través del Nguyen Binh a Bắc Kạn, para cortar las líneas de suministro al Việt Minh desde China. El segundo objetivo era rodear a las fuerzas vietnamitas y destruirlas en una batalla en campo abierto. Retrasada por carreteras en mal estado, minas y emboscadas, la columna francesa tardó hasta el 13 de octubre en llegar a las proximidades de Bắc Kạn, donde el Việt Minh opuso una feroz resistencia. Los franceses se abrieron paso, el 16 de octubre, y relevaron a los paracaidistas. Una fuerza fluvial de cuatro batallones que se suponía iba a asaltar los ríos Clear y Gam encontró tantos retrasos que no desempeñaron ningún papel relevante en la batalla. Los franceses no pudieron destruir las fuerzas de Việt Minh y la mayoría de los 40 000 guerrilleros escaparon por distintas brechas en las líneas francesas, incluido Ho Chi Minh y su estado mayor con el general Võ Nguyên Giáp. El 8 de noviembre se suspendió la operación.

## Consecuencias
Después de los fracasos en la Operación Léa y la posterior Operación Ceinture, el mando supremo francés cambió de táctica nuevamente. Por razones financieras y económicas, Francia no podía enviar más tropas a Indochina, por lo que comenzaron a establecer puestos de avanzada en las carreteras principales (Ruta Coloniale 4 y Ruta Coloniale 3), para restringir el movimiento de tropas y suministros del Việt Minh en el noreste de Tonkin, pero el Việt Minh pudo infiltrarse fácilmente a través de los dispersos puestos franceses y reforzarse a través de la frontera china, esto llevaría de una guerra de punto muerto, a las primeras victorias del Việt Minh entre 1949 y 1950.